# Allerheiligste Verlosserkerk (Rotterdam)

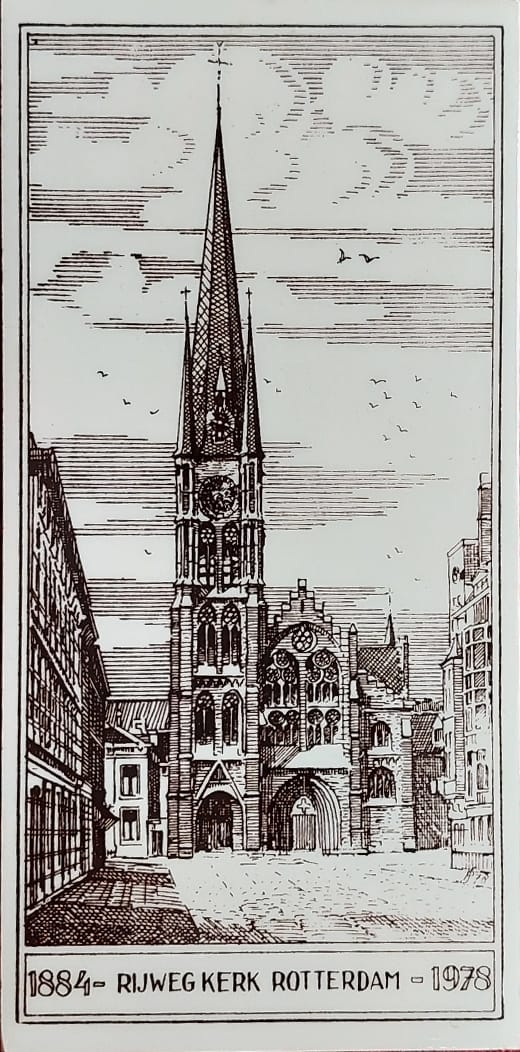
Rijwegkerk voor de brand van 1979.

De Allerheiligste Verlosserkerk is een voormalige rooms-katholieke kerk in Rotterdam, die tegenwoordig als woongebouw De Kerk in gebruik is als appartementencomplex.

## Geschiedenis
De kerk werd tussen 1882 en 1884 aan de Goudse Rijweg gebouwd voor de Paters Redemptoristen, die zich in 1881 in Rotterdam hadden gevestigd. In 1885 werd het naast de kerk gelegen klooster voltooid. Het ontwerp van de kerk kwam van architect Johannes Kayser. Het is een grote neogotische kruiskerk, met een enkele toren aan de linker voorzijde. De kerk bood plaats aan 1050 gelovigen, maar diende oorspronkelijk niet als parochiekerk. Na het bombardement op Rotterdam in mei 1940 bood de kerk onderdak aan enkele parochies waarvan de kerk was verwoest. Kort na de oorlog werden de parochies in Rotterdam heringedeeld en werd de Allerheiligste Verlosserkerk wel een gewone parochiekerk.
De parochie werd in 1969 samengevoegd met de parochie van de Sint-Barbarakerk en ging verder als de H.H. Verlosser- en Barbara-parochie. De Barbarakerk werd in 1974 wegens teruglopend kerkbezoek gesloten, waarna de gelovigen overkwamen naar de Allerheiligste Verlosserkerk. Desondanks bleek ook hier het aantal kerkgangers nog te klein om een groot kerkgebouw aan te houden, waardoor ook de Verlosserkerk in 1978 moest sluiten. De laatste dienst  werd op zondag 29 oktober 1978 gehouden. De parochie ging vervolgens verder in een kleine kerkzaal die was gebouwd op de plaats van de gesloopte Barbarakerk. In 2008 werd ook deze kerk gesloten en ging de parochie op in de Johannes Parochie.
De Allerheiligste Verlosserkerk was in 1976 op de Rijksmonumentenlijst geplaatst en kon niet worden gesloopt. In 1979 brak er echter een grote brand uit in het leegstaande gebouw, waarbij de kerk en het klooster zwaar werden beschadigd. De hoge spits op de toren ging verloren. Tussen 1982 en 1984 is het interieur van de kerk verbouwd tot een appartementencomplex. De oorspronkelijke buitenmuren, de pilaren en de voorgevel bleven hierbij bewaard. De torenspits is niet meer teruggeplaatst.
In 1985 is het gerenoveerde gebouw als woongebouw "De Kerk" heropend. Het biedt met 110 units onder meer onderdak aan 212 studenten en net afgestudeerden.
Allerheiligst Hart van Jezuskerk ·
Allerheiligste Verlosserkerk ·
Andreaskerk ·
Anglicaanse kerk Rotterdam ·
Arminiuskerk ·
Bergsingelkerk ·
Boezemsingelkerk ·
Bosjeskerk · 
Breepleinkerk ·
Deense Zeemanskerk ·
Engelse Zeemanskerk ·
Franse kerk ·
Grieks-orthodoxe kathedraal van Sint-Nicolaas ·
Grote kerk ·
Hillegondakerk ·
Hoflaankerk ·
Julianakerk ·
HH. Laurentius- en Elisabethkathedraal ·
 Koninginnekerk ·
Lourdeskerk ·
Lutherse kerk ·
Maranathakerk ·
Nieuwe Zuiderkerk ·
Noorse Zeemanskerk ·
Oosterkerk ·
Oude kerk Charlois ·
Oude of Pelgrimvaderskerk ·
Paradijskerk ·
Pauluskerk ·
Petrus' Bandenkerk ·
Putsepleinkerk ·
Russische-orthodoxe kerk Rotterdam ·
St. Mary's Church (Engelse kerk) ·
Schotse Zeemanskerk ·
Sint-Agathaklooster ·
Sint-Hildegardis en Antoniuskerk ·
Sint-Ignatiuskerk ·
Sint-Laurenskerk ·
Sint-Lambertuskerk ·
Sint-Rosaliakerk ·
Stieltjeskerk ·
Synagoge Boompjes ·
Waalse Kerk ·
Westerkerk ·
Wilhelminakerk ·
Zuiderkerk ·
Zweedse Zeemanskerk